# Bestari Jaya
Bestari Jaya is een plaats in de Maleisische deelstaat Selangor.
Bestari Jaya telt 8200 inwoners.